# チレビシオン
チレビシオン(Chilevisión)は、チリの無料テレビ放送チャンネル。 チリ大学が所有するチリで3番目に古いテレビネットワークです。 この教育機関は、テレビチャンネルのかなりの割合をベネビジョンに売却し、名前をチレビシオンに変更しました。 その後、クラクソン・インタラクティブ・グループ(Claxson Interactive Group)に売却され、その後チリの投資家で社長のセバスティアン・ピニェラに売却されました。
2010年8月28日に、ターナー・ブロードキャスティング・システム・ラテンアメリカ(Turner Broadcasting System Latin America)が購入することに合意したことが発表されました。 この資産には、チリ大学が所有するアナログテレビチャンネル周波数は含まれておらず、リースと同様に有償使用スキームの下で使用されています。 この契約は2018年に失効し、ステーションで使用されるアナログ周波数にのみ影響しました。 販売は2010年10月6日に完了しました。
2021年9月30日の時点で、ネットワークはバイアコムCBSによって所有されています。

## ロゴス

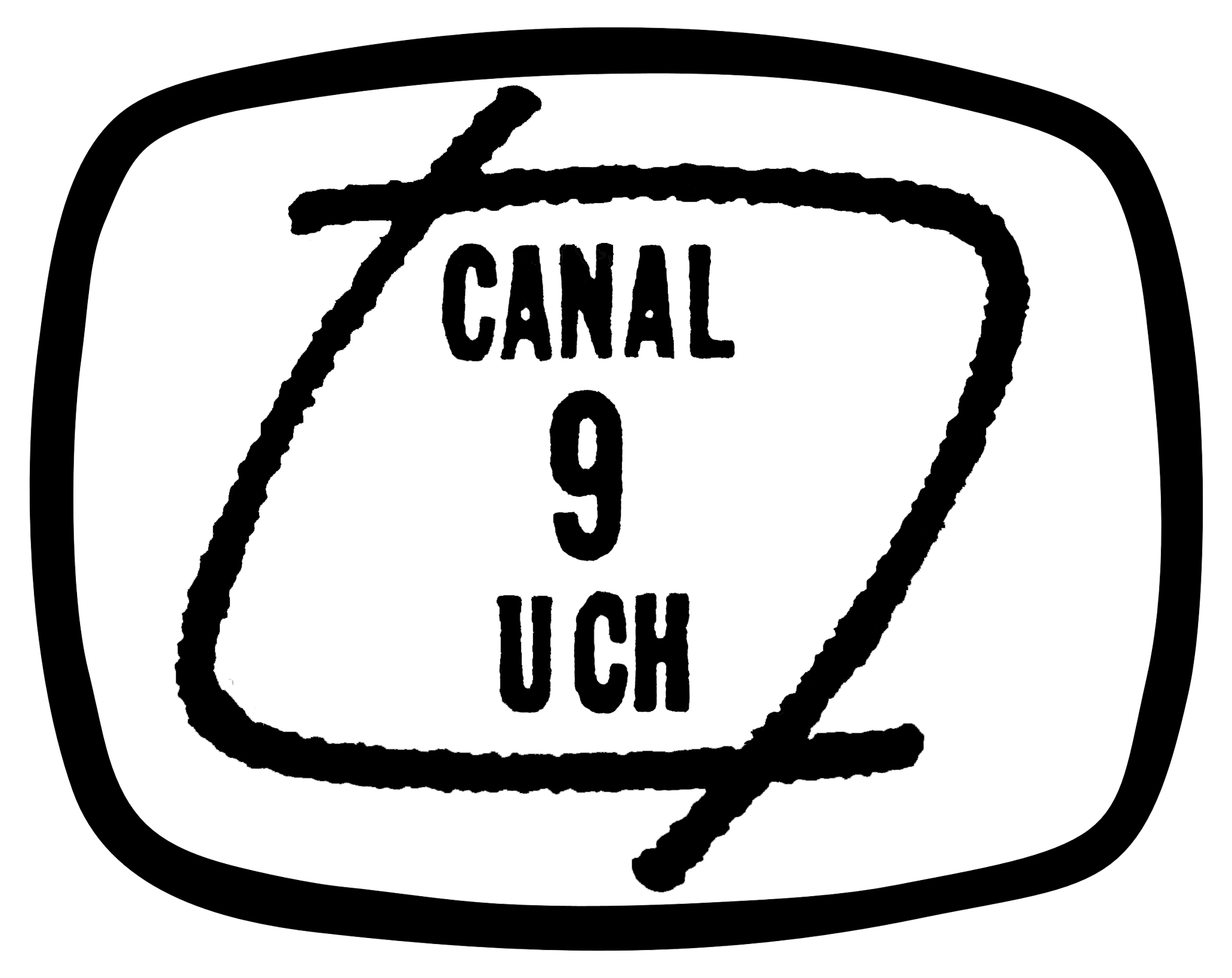
1962–1964
1964–1970
1970–1972
1972–1975
1975–1978
1978–1980
1980–1991
1991–1992
1992–1993
1993–1998
2006–2014
2015–2018
2018–present